# Annie Grégorio
Annie Grégorio (Nérac, 4 april 1957) is een Franse actrice.

## Selectieve filmografie

### Film
- 1985 - Tranches de vie
- 1992 - Le Zèbre
- 1996 - Fallait pas!...
- 1996 - Fantôme avec chauffeur
- 1997 - Les Soeurs Soleil
- 1999 - Le Schpountz
- 2003 - Bienvenue au gîte
- 2004 - Au secours, j'ai 30 ans !
- 2005 - L'Antidote
- 2007 - Enfin veuve

### Televisie
- 1982 - Le Petit Théâtre de Bouvard
- 1988 - Les Enquêtes du commissaire Maigret
- 1996 - L'Allée du roi
- 2001 - Rastignac ou les ambitieux
- 2003 - Ambre a disparu
- 2004 - Maigret en meublé
- 2005 - Merci, les enfants vont bien
- 2006 - Marie Besnard, l'empoisonneuse
- 2007 - La Prophétie d'Avignon

## Theater
- 2001 - Théâtre sans animaux
- 2003 - Remue-Ménage
- 2004 - Musée haut, musée bas